# Историја Анголе
Територију Анголе најпре су насељавали Бушмани. Средином 6. века н. е. насељавају је Банту црнци који формирају низ држава од којих су најзначајније биле Краљевина Конго и Краљевина Ндонго. Од 15. века Португалци се насељавају у Анголи. Од 1655. године Португалци управљају Анголом као колонијом. Анголски рат за независност (1961-1974) довео је до стицања независности. Држава је убрзо запала у грађански рат који је трајао 27 година.

## Претколонијална Ангола
Територија данашње Анголе је била насељена током палеолита и неолита што потврђују остаци људи пронађени у Луанди, Конгу и пустињи Намиб. Почетком писане историје долази до насељавања других народа на овим просторима. Први досељеници били су народ Сан или Бушмани. То се променило средином 6. века н. е. када Банту црнци, који су већ познавали технологију обраде метала, почињу да се крећу ка северу. На територији данашње Анголе наишли су на народ Сан и на друге групе. Прва држава формирана на овим просторима је Краљевина Конго која се простирала од Габона на северу до реке Куанза на југу и од Атлантског океана на западу до реке Конго на истоку. Створена је 1390. године. Богатство Конга заснивало се на пољопривреди, а моћ је била у рукама манија, аристократа који су заузимали кључне положаје у краљевству и који су одговарали само свемоћном краљу Конга. Мани је управљао територијалним јединицама које су се називале Мбанза. Мбаза-Конго, престоница државе је у 16. веку имала преко 50.000 становника.
Краљевина Конго је била подељена у шест провинција. Било јој је подређено неколико зависних краљевина, као што је Ндонго на југу Анголе. Главне привредне гране биле су пољопривреда, трговина и рударство. Године 1482. португалске каравеле под Диогом Каом стигле су у Краљевину Конго. Истраживачки подухвати вршени су на северозападу данашње Анголе (1484). Убрзо је успостављен блиски однос између Конга и Португала. Португалци су са собом донели ватрено оружје и многа друга технолошка достигнућа тадашње Европе, као и нову религију - хришћанство. Краљ Конга је Португалцима нудио много робова, слоноваче и минерала.

## Колонијални период
Португалска Ангола основана је 1575. године доласком Паула Дијаса де Новаиса кога је пратило стотину породица колониста и 400 војника. Престоница Португалаца у Анголи била је Луанда која је 1605. године добила статус града. Краљ Конга убрзо је прешао у хришћанство и усвојио је сличну политичку структуру Португала. Постао је позната личност у Европи примајући писма чак и од папе. Јужно од Краљевине Конго било је више мањих краљевина од којих је најзначајнија била Краљевина Ндонго или Донго. Краљевином су управљали нголи. У време доласка Португалаца нгола је био Килуанге. Он је странцима пружао отпор неколико деценија. На крају је заробљен и одсечена му је глава у Луанди. Ндонго поново доживљава успон током владавине Јинге Мбанди. Она је успела створити коалицију Матамбе, Ндонга, Конга, Касање, Дембоса и Кисамаса (1635). На челу ове коалиције, Јинга Мбанди је приморала Португалце на повлачење. У међувремену је Португалија изгубила краља што Шпанци користе да јој наметну персоналну унију (Иберијска унија). Прекоморске територије Португала стављене су у други план. Холанђани то користе и заузимају Луанду 1641. године. Склапају савез са Јингом. Португалско присуство ограничено је на утврђени Масањано одакле су повремено хратали робове. Робови из Анголе били су од кључног значаја за развој португалског Бразила. Након што је у Тридесетогодишњем рату повратила независност, Португалија предузима офанзиву у Анголи. Под Салвадором де Саом, Португалци освајају Луанду 1648. године. Јингина коалиција се тада распала. Одсуство Холанђана који су јој допремали ватрено оружје доводи до њеног пада. Умрла је 1663. године. Ндонго је постао део португалске круне 1671. године.
Трговина је вршена углавном са португалском колонијом Бразил. Бразилски бродови били су најбројнији у лукама Луанде и Бенгуела. Ангола је у ствари била колонија португалске колоније Бразил. Бразилски утицај успостављан је и преко језуита. Унутрашњост Анголе остала је релативно ван португалске контроле све до 19. века. Трговина робљем укинута је 1836. године, а од 1844. године анголске луке отворене су за стране бродове. То је омогућило наставак кријумчарења робова у Сједињеним Америчким Државама и Бразилу. Од 1850. године Луанда је један од највећих градова Португалског царства. Око афричких територија Португал се спорио са Берлинском конфедерацијом. У скалду са споразумом из Симуламбука (1885) португалски протекторат признала је Кабинда.
Португалска управа у Анголи модификована је под утицајем одређених реформи почетком 20. века. Пад португалске монархије доводи до реформи у администрацији, пољопривреди и образовању. Појавом новог режима у Португалији (Estado Novo) Ангола је постала прекоморска португалска покрајина (Província Ultramarina de Angola). Међутим, португалску управу карактерише расизам, принудни рад црнаца и потпуни неуспех у модернизацији земље. До 1960. године тј. 400 година колонијалне владавине Португалаца, у Анголи није отворен ни један универзитет. Прве политичке организације појављују се 1950. године. Португалски режим одбио је да испуни захтеве националиста. Оружани сукоб избио је 1961. године када су герилци напали португалске власти у североисточној Анголи.
У Португалском колонијалном рату главни актери били су МПЛА (Народни покрет за ослобођење Анголе; основан 1956), ФНЛА (Национални фронт за ослобођење Анголе; основан 1961) и УНИТА (Национална унија за потпуну независност Ангола; основана 1966). Након вишегодишњих сукоба Ангола се 1975. године изборила за независност. Томе је допринела и Каранфилска револуција у Португалу из 1974. године.

## Грађански рат у Анголи
Португалски председник након Каранфилске револуције постао је Антонио де Спинола. Његова влада је власт у Анголи предала коалицији три највећа сепаратистичка покрета - МПЛА, УНИТА и ФНЛА. Споразумом у Алвору окончан је Анголски рат за независност. Међутим, Ангола је убрзо потонула у грађански рат. МПЛА је стекао контролу над Луандом и већим делом земље. Уз подршку Сједињених Америчких Држава, Заир и Јужна Африка војно интервенишу у корист ФНЛА и УНИТА. Као одговор на интервенцију САД, Куба интервенише у корист МПЛА. У међувремену је војска Јужне Африке и УНИТА дошла на око 200 километара јужно од Луанде, а ФНЛА и заирске снаге на 30 километара источно. Уз подршку Кубе, МПЛА је у Луанди прогласила независност 11. новембра 1975. године. Португалци су напустили земљу. Агостињо Нето је постао први председник Анголе. ФНЛА и УНИТА су прогласили своје краткотрајне републике (Демократска Република Ангола и Социјалдемократска Република Ангола) под Холден Робертом и Жонас Савимбијем. Њихов отпор је, међутим, сломљен до 1976. године. Следеће године, 7. маја, извршен је покушај пуча под Нитом Алвесом. Завршен је неуспехом, а довео је до одмазде од стране владиних и кубанских снага и смрти хиљада, ако не и десетина хиљада људи. Алвес је мучен и убијен.
Влада МПЛА међународно је призната (мада не од САД). Затражила је да кубанске снаге остану у земљи. Жонас Савимби, на челу УНИТА, добија тајну помоћ од САД и других држава и предузима војну акцију на југоистоку земље. Анголску владу је подржавао СССР и земље Источног блока. У рат се укључила и Јужна Африка на челу СВАПО-а (Јужноафричке народне организације). У жељи да протерају војску Јужне Африке из Анголе, МПЛА, уз подршку Совјета, предузима офанзиву ка југу што доводи до битке код Квито Кванавале (1987-1988), највеће битке у Африци још од Другог светског рата. Битка је завршена неодлучним резултатом.
Након битке код Квито Кванавале МПЛА и САД су прихватиле предлог да се одпочне са мировним преговорима. Куба се прикључила преговорима јануара, а Јужноафричка Република марта 1988. године. Потписан је Тројни споразум (22. децембра 1988) којим је одлучено да се кубанске и јужноафричке трупе повуку из Анголе и Намибије. Тројни споразум је предвиђао изборни процес за демократску Анголу, под супервизијом Уједињених нација. Жонас Савимби из УНИТАС-а није успео да победи у првој рунди председничких избора 1992. - освојио је 40% гласова, док дос Сантос освојио 49%, тако да је требало да се одржи други круг. Савимби је окарактерисао изборе као непоштене, и обновио рат. Нови мировни споразум, Протокол из Лусаке, је договорен у Лусаки у Замбији, и потписан је 20. новембра 1994. године.
Мировни споразум између владе и УНИТА је предвиђао интеграцију бивших УНИТА побуњеника у владу и оружане снаге. Међутим, 1995, локализовани сукоби су настављени. Влада националног јединства је успостављена априла 1997, али су се озбиљне борбе наставиле касне 1998. када је Савимби обновио рат по други пут, тврдећи да МПЛА не испуњава своје обавезе. Савет безбедности УН је 28. августа 1997. изгласао увођење санкција према УНИТА. Анголска војска је извела велику офанзиву 1999. у којој је уништила конвенционални капацитет УНИТА, и заузела све велике градове које су претходно држале Савимбијеве снаге. Савимби је тада објавио да ће се УНИТА вратити герилској тактици, и већи део земље је остао у немирима.
Савамби је убијен 2002. године након чега МПЛА и УНИТА закључују примирје. Анголски грађански рат завршен је априла 2002. године победом МПЛА. На стотине хиљада људи остало је без крова над главом, а преко милион људи погинуло је у вишедеценијском рату.